# Stephanus (Goldschmied)
Stephanus war ein antiker römischer Goldschmied (aurifex), der in tiberischer Zeit in Rom tätig war.
Er ist einzig durch seine Grabinschrift bekannt, die 1726 im Columbarium der Livia gefunden wurde. Der Inschrift zufolge war er ein Freigelassener des Tiberius. Die Inschrift befindet sich heute in den Kapitolinischen Museen in Rom.